# Kalidin Asykejew
Kalidin Asykejew (kirg. Калидин Асыкеев; ur. 1997) – kirgiski zapaśnik walczący w stylu klasycznym. Zajął szesnaste miejsce na mistrzostwach świata w 2019. Wicemistrz Azji w 2021, a także igrzysk solidarności islamskiej w 2021. Piąty w Pucharze Świata w 2022. 
Drugi na mistrzostwach Azji juniorów w 2016 i 2017 i U-23 w 2019 roku.